# Bình Nguyên, Thăng Bình
Bình Nguyên là một xã thuộc huyện Thăng Bình, tỉnh Quảng Nam, Việt Nam.
Xã Bình Nguyên có diện tích 7,27 km², dân số năm 2019 là 6.888 người, mật độ dân số đạt 948 người/km².